# Platylabus serratae
Platylabus serratae är en stekelart som beskrevs av Heinrich 1962. Platylabus serratae ingår i släktet Platylabus och familjen brokparasitsteklar. Inga underarter finns listade i Catalogue of Life.